# Verteuil-sur-Charente
Verteuil-sur-Charente är en kommun i departementet Charente i regionen Nouvelle-Aquitaine i västra Frankrike. Kommunen ligger  i kantonen Ruffec som ligger i arrondissementet Confolens. År 2022 hade Verteuil-sur-Charente 588 invånare.

## Befolkningsutveckling
Antalet invånare i kommunen Verteuil-sur-Charente
Referens:INSEE